# پیشینه مایکروسافت
مایکروسافت یک شرکت چند ملیتی فناوری رایانه است. تاریخچهٔ مایکروسافت از چهارم آوریل ۱۹۷۵ میلادی آغاز می‌شود، زمانی که توسط بیل گیتس و پل آلن در آلبوکرکی تأسیس شد. پر فروش‌ترین محصولات آن در حال حاضر مایکروسافت ویندوز (Microsoft Windows) و مایکروسافت آفیس (Microsoft Office) می‌باشند. مایکروسافت با درآمد سالیانهٔ ۴۴٫۲۸ میلیارد دلار و ۷۶۰۰۰ کارمند در ۱۰۲ کشور به موفقیت بزرگی رسیده‌است. مایکروسافت در زمینه طراحی، توسعه، ساخت، صدور مجوز، پشتیبانی و ارائهٔ خدمات نرم‌افزاری برای وسایل کامپیوتری فعال است.

## تاسیس مایکروسافت (۱۹۷۵–۱۹۸۵)

تصویر کارمندان مایکروسافت در سال ۱۹۷۸ از راست به چپ:
بالا: جیم لین، باب والاس، استیو وود
وسط: گوردون لتوین، مارک مکدونالد، باب گرینبرگ، باب او-ریر
پایین: پل آلن، مارلا وود، اندرآ لوئیز، بیل گیتس

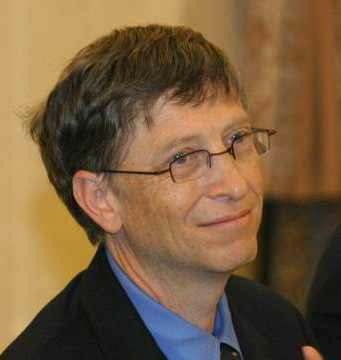
بیل گیتس، مؤسس شرکت مایکروسافت

بعد از مطالعه شماره اول ژانویه ۱۹۷۵ مجلهٔ Popular Electronics که حاوی اطلاعاتی در مورد Altair ۸۸۰۰ بود. (Altair۸۸۰۰ اولین microcomputer (کوچک رایانه) ای بود که وارد عرصه رقابت کامپیوتری شد) بیل گیتس با MITS که سازنده آن میکرو کامپیوتر بود تماس گرفت و آنان را از ساخت نرم‌افزار برنامه‌نویسی برای Altair 8800 که نام آن را بیسیک (BASIC) گذاشته بودند، مطلع ساخت. بیل گیتس تا آن زمان نه یک سیستم Altair و نه حتی یک مترجم ساده داشت، با این حال در طول هشت هفته قبل از اجرای اولیه نرم‌افزار او و آلن یک برنامهٔ مفسر نوشتند. مترجم در اجرای آزمایشی کار کرد و MITS پذیرفت تا BASIC را بخرد و Altair BASIC را روانهٔ بازار کند.
گیتس دانشگاه (هاروارد) را رها کرد و به آلبوکرکی در نیومکزیکو یعنی جایی که MITS قرار داشت رفت و مایکروسافت را در آنجا تأسیس کرد. نام مایکروسافت (Microsoft) بدون خط تیره اولین بار توسط بیل گیتس در نامه ای که در ۲۹ نوامبر ۱۹۷۵ به پل آلن نوشت، به کار برده شد، و در ۲۶ نوامبر ۱۹۶۷ به عنوان علامت تجاری ثبت شد. اولین دفتر بین‌المللی مایکروسافت در اولین روز نوامبر سال ۱۹۷۸ میلادی در ژاپن با نام ASCII Microsoft (با نام فعلی Microsoft Japan) تأسیس شد. در ۱ ژانویه ۱۹۷۹ شرکت از آلبوکرکی به مکان جدیدش در بلویو (Bellevue) در واشینگتن منتقل شد. استیو بالمر در سال ۱۹۸۰ به شرکت پیوست و بعداً با مدیرعاملی بیل گیس هم موافقت کرد.
مایکروسافت اولین سیستم‌عامل خود را در ۱۹۸۰ به بازار عرضه کرد. این سیستم‌عامل، که نسخهٔ تغییر یافته‌ای از یونیکس (Unix) بود با کسب اجازه از شرکت ای-تی-اند-تی (AT&T) با عنوان زی نیکس (Xenix) به بازار فرستاده شد. زی نیکس خیلی فراگیر نبود و در ابتدا فقط توسط نرم‌افزارسازها مورد استفاده قرار می‌گرفت.
مایکروسافت ورد با عنوان اصلی مولتی-تول ورد (Multi-Tool Word) به خاطر رواج ایدهٔ «هر چه می‌بینی، همان را می‌گیری» معروف شد. ورد همچنین اولین برنامه‌ای بود که قابلیتهایی همچون نمایش متن‌های بولد (Bold) را داشت. اولین بار کپی‌های مجانی نسخه نمایشی مایکروسافت ورد به همراه شمارة نوامبر ۸۳ مجله پی سی ورد (PC World) توزیع شد، و با این کار مایکروسافت ورد (Microsoft Word) اولین برنامه ای شد که بر روی دیسک همراه یک مجله پخش شد. اگر چه زی نیکس هیچگاه مستقیماً به فروش عمومی نرسید با این حال اجازه فروش آن به تعداد زیادی از سازندگان تجهیزات اصلی (OEM) داده شد. در میانهٔ دههٔ ۸۰ میلادی مایکروسافت به‌طور کامل از تجارت یونیکس خارج شد.
اما موفقیت اصلی مایکروسافت، با سیستم‌عامل داس (Dos: Disk Operating System) اتفاق افتاد، بعد از مذاکرات بی‌حاصل با Digital Research، آی‌بی‌ام (IBM) قراردادی با مایکروسافت بست تا نسخهٔ جدیدی از سیستم‌عامل سی‌پی‌ام (CP/M) را برای کامپیوترهای شخصی آی‌بی‌ام تهیه کند. مایکروسافت برای این کار یک سیستم‌عاملی مشابه سیستم‌عامل سی‌پی‌ام با نام 86-DOS را از شرکت Seattle Computer Products و تیم پترسن با قیمتی کمتر از ۵۰ هزار دلار خرید. آی‌بی‌ام هم نام آن را به PC-DOS تغییر داد. به خاطر قوانین کپی رایتی که متوجه سی‌پی‌ام بود، آی‌بی‌ام سی‌پی‌ام (CP/M) را با قیمت ۲۵۰ دلار در کنار پی‌سی-داس(PC-DOS) که ۴۰ دلار قیمت داشت به بازار عرضه کرد، و سرانجام پی‌سی-داس به خاطر قیمت کمترش به استاندارد تبدیل شد. حوالی سالهای ۱۹۸۳ مایکروسافت با همکاری چند شرکت دیگر کامپیوتری خانگی با نام MSX را به بازار عرضه کرد که نسخهٔ DOS مخصوص مایکروسافت، با نام MSX-DOS را اجرا می‌کرد، که در ژاپن، اروپا و آمریکای جنوبی بسیار پرطرفدار شد. چندی بعد پس از این که شرکت Columbia Data Products با موفقیت بایوس (BIOS) آی‌بی‌ام را شبیه‌سازی کرد، بازار شاهد افزایش چشمگیر کامپیوترهای شخصی مشابه IBM از طرف شرکتهایی همچون Eagle Computer و Compaq بود. معامله مایکروسافت با آی‌بی‌ام به آن اجازه می‌داد که امکان توزیع و فروش نسخهٔ DOS مخصوص خود یعنی MS-DOS را داشته باشد، به همین دلیل مایکروسافت با فروش سیستم‌عامل خود در بازار داغ سیستم‌عامل برای کامپیوترهای مشابه IBM از یک شرکت کوچک به یکی از بزرگ‌ترین شرکت‌های نرم‌افزاری در صنعت کامپیوترهای خانگی تبدیل شد. با عرضه موشواره ی مایکروسافت در دوم مه ۱۹۸۳ مایکروسافت تولیدات خود را توسعه بخشد، ادامهٔ این توسعه با ایجاد قسمتی برای نشر کتاب به نام Microsoft Press در یازدهم جولای همان سال همراه بود.

## OS/2 و ویندوز (۱۹۸۵–۱۹۹۵)
در ماه آگوست سال ۱۹۸۵، مایکروسافت و «آی بی ام» در توسعهٔ سیستم‌عاملی متفاوت با نام OS/2 شریک شدند.
در ۲۰ نوامبر سال ۱۹۸۵، مایکروسافت اولین نسخهٔ مایکروسافت ویندوز، که در واقع نسخه‌ای گرافیکی از سیستم‌عامل «MS-DOS» بود را به بازار ارائه کرد.